# Zapłonnik (elektronika)
Zapłonnik (inaczej – starter) – element stosowany w układzie stabilizacyjno-zapłonowym świetlówek z żarzoną katodą. Ma za zadanie zapewnienie przepływu prądu przez czas około sekundy po załączeniu układu i następnie rozłączenie się. W trakcie pracy świetlówki ma rozpoznawać jej pracę oraz przerwę w niej w celu zainicjowania cyklu zapłonu.

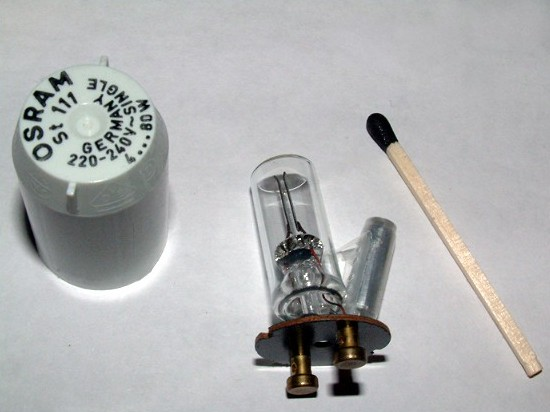
W środku zapłonnika

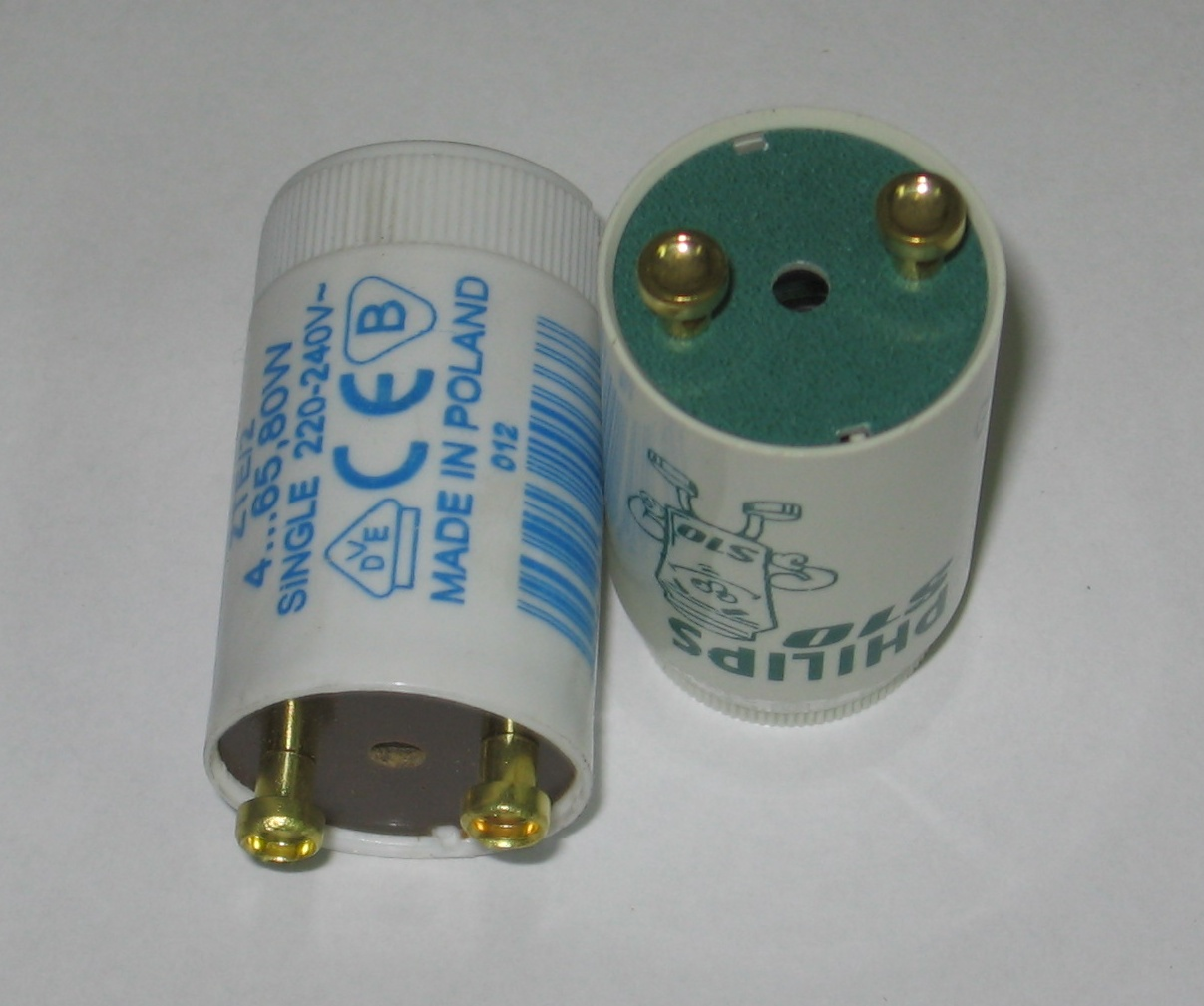
Zapłonniki

Schemat lampy z układem stabilizacyjno-zapłonowym: A – świetlówka, B – zaciski sieci 220 V, C – zapłonnik (starter), D – neonówka, E – kondensator filtrujący, F – elektrody świetlówki, G – statecznik (dławik)

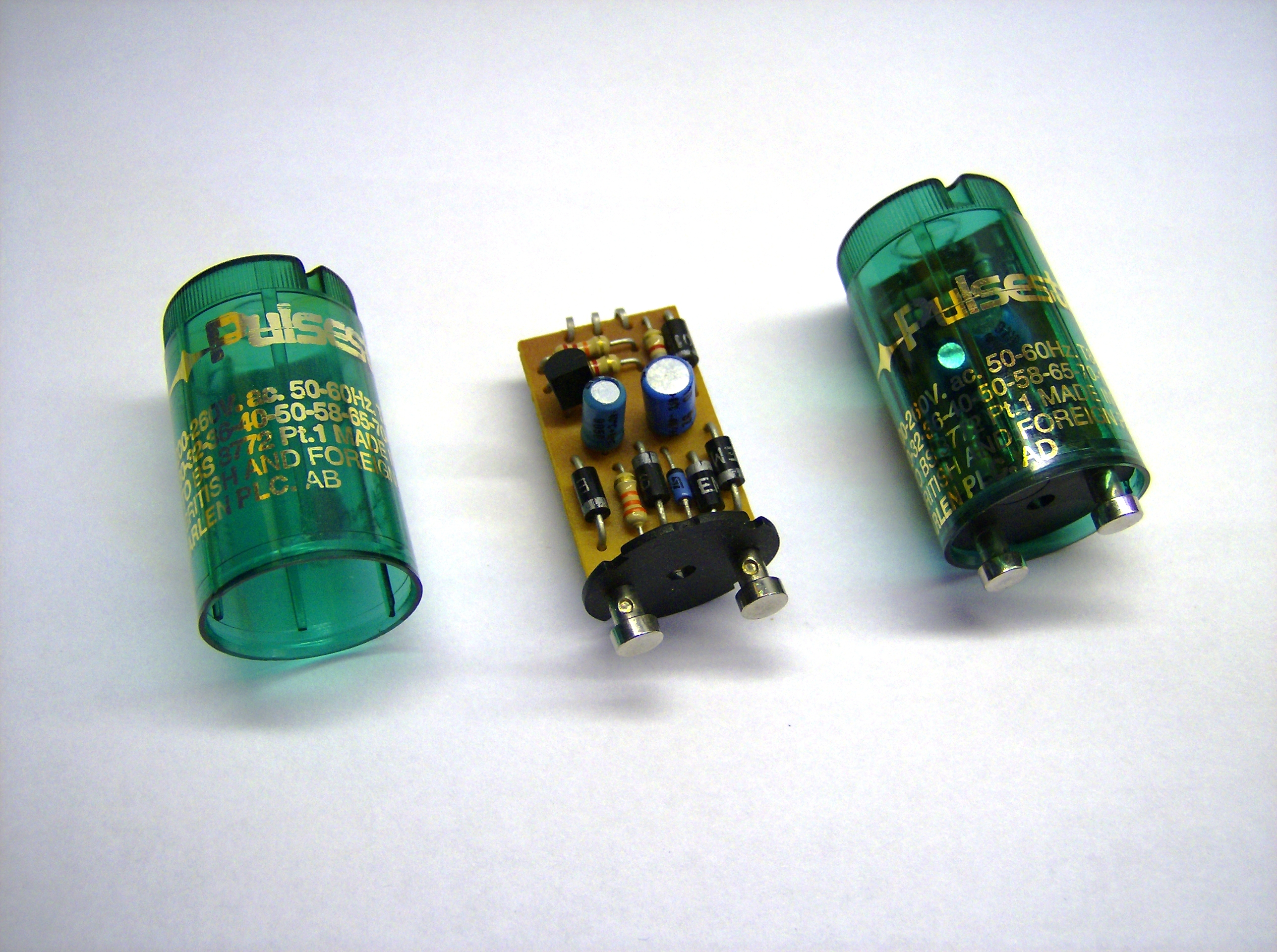
Zapłonnik elektroniczny

Elektromechaniczny zapłonnik jest neonówką z zamontowanym wewnątrz stykiem zwierającym się po nagrzaniu się zapłonnika.
Po załączeniu napięcia styk zapłonnika jest rozwarty, zapłonnik działa jak neonówka. Jarzący się gaz szlachetny – neon lub ksenon nagrzewa bimetal, który wyginając się zwiera styk. Powoduje to zwarcie neonówki i wywołuje przepływ prądu ograniczonego jedynie przez impedancję dławika  i rezystancję elektrod świetlówki. Następuje rozgrzewanie się elektrod lampy wykonanych z drutu oporowego, co dodatkowo zmniejsza napięcie zapłonu. W tym czasie bimetal startera stygnie, a powracając do stanu pierwotnego rozwiera obwód elektryczny. W momencie rozwarcia następuje gwałtowna zmiana natężenia prądu przepływającego przez dławik co wytwarza siłę elektromotoryczną samoindukcji o wartości kilkuset woltów. Napięcie to dodając się do napięcia sieci wywołuje przez krótką chwilę wysokie napięcie między elektrodami lampy, które inicjuje wyładowanie w gazie lampy. Gdy przez lampę przepływa prąd, napięcie na niej obniża się o spadek napięcia na impedancji dławika. Wówczas napięcie na zapłonniku nie osiąga  napięcia zapłonu neonówki i kończy się proces zapłonu. Jeśli zapłon świetlówki nie nastąpi lub przepływ prądu zostanie przerwany, to proces powtarza się od nowa, aż do skutku.
Wbudowany w zapłonnik kondensator o niewielkiej pojemności podłączony jest równolegle do elektrod  zapłonnika. Ma on za zadanie ograniczyć amplitudę impulsu zapłonowego oraz wydłużyć go.  Przeciwdziała to powstawaniu zakłóceń radiowych oraz zmniejsza zużycie styków.
Obecnie zapłonniki elektromechaniczne są zastępowane przez układy elektroniczne.